# Der Satyr und der Wanderer

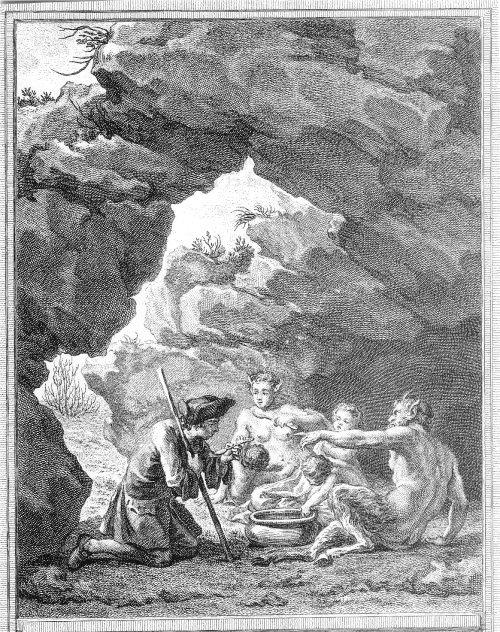
Le satyre et le passant, Illustration von Jean-Baptiste Oudry

Der Satyr und der Wanderer (franz. Le Satyre et le Passant) ist die siebte Fabel im fünften Buch der Fabelsammlung des französischen Dichters Jean de La Fontaine. Wie auch in vielen anderen seiner zahlreichen Fabeln, greift der Dichter auf eine zu seiner Zeit schon weitbekannte Fabel von Äsop zurück: 

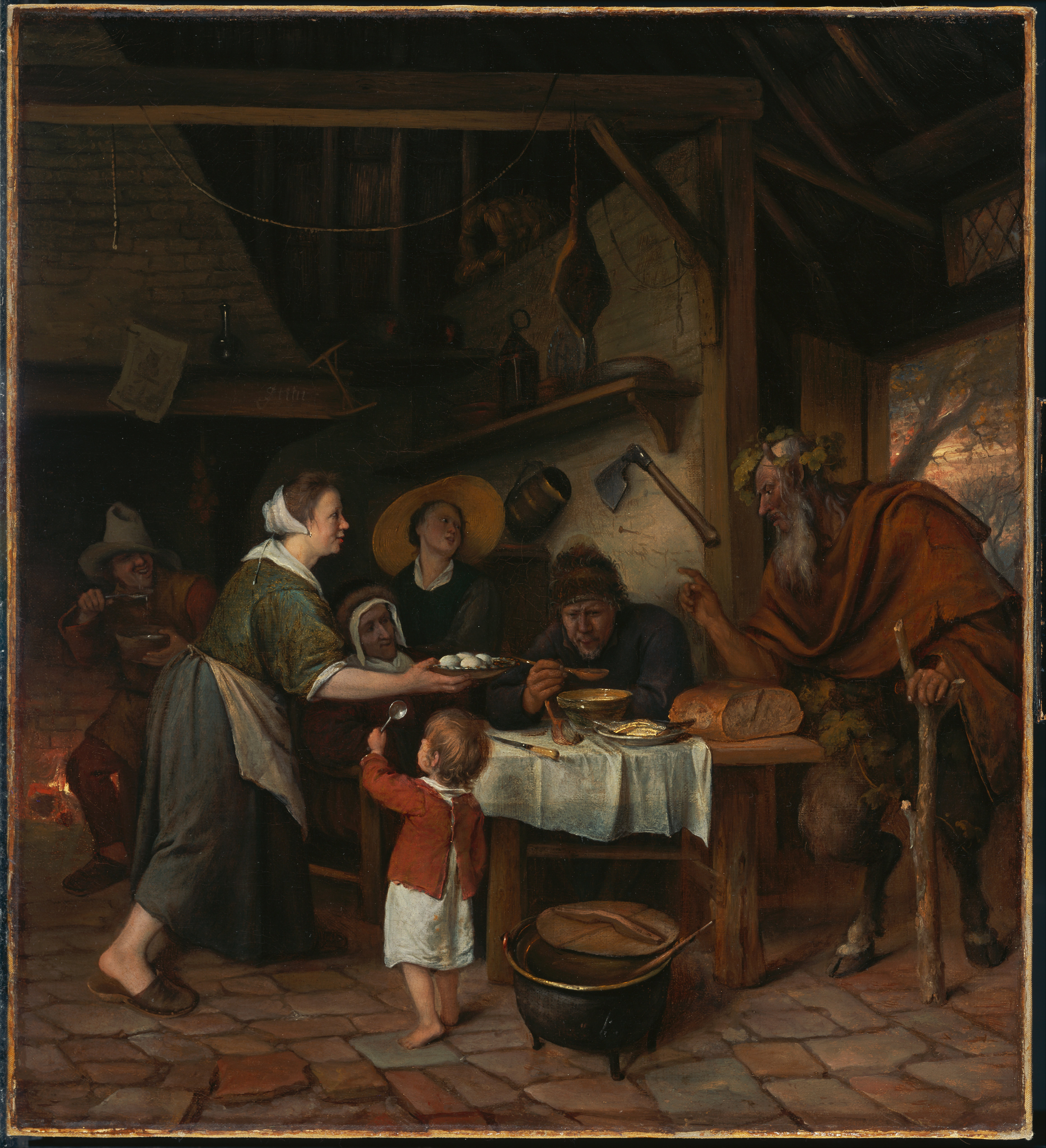
Jan Steen, Der Satyr und die Bauernfamilie

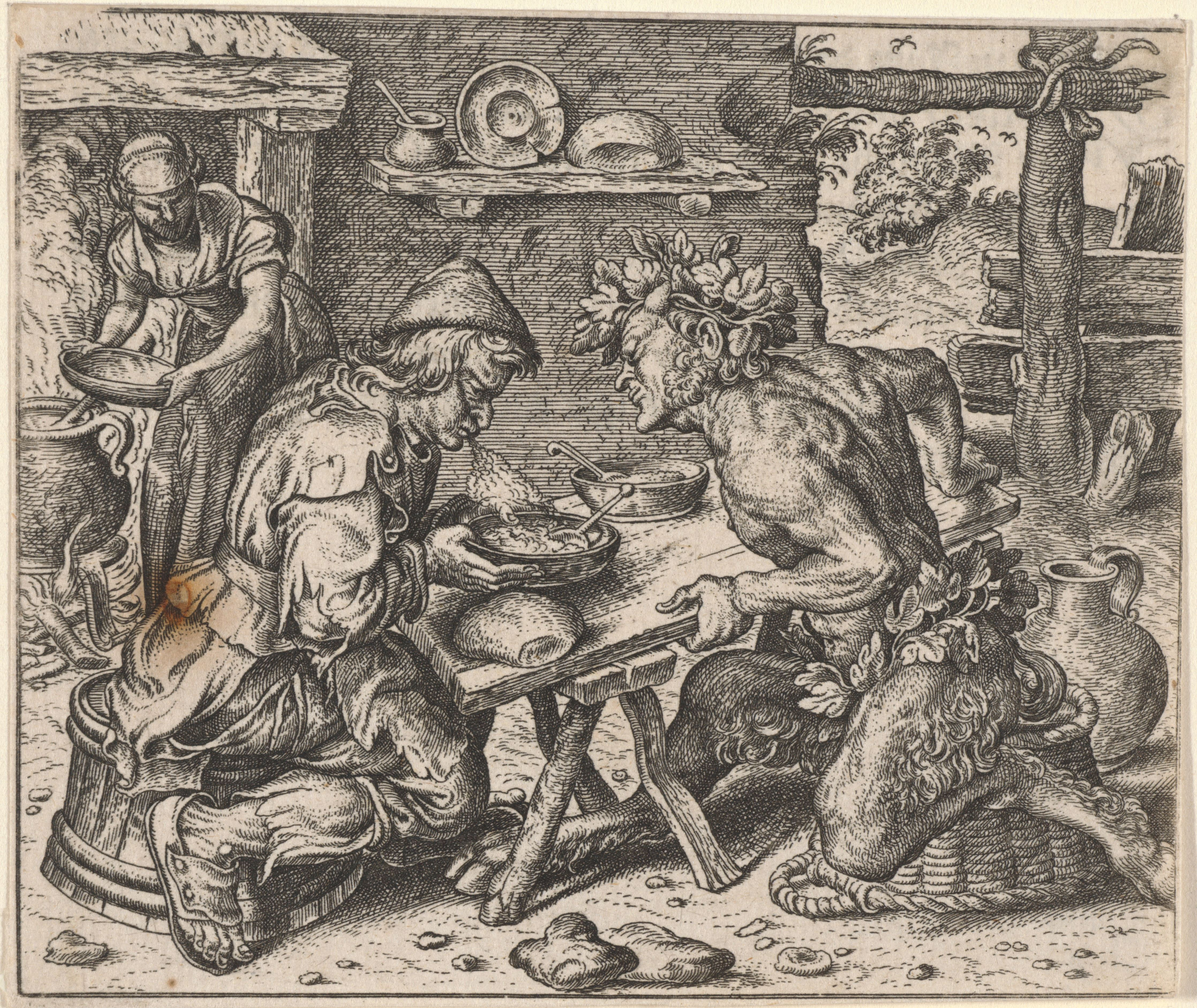
Egidius Sadeler nach Marcus Gerards dem Älteren, Fabel des Satyrn und des Bauern

Ein durchfrorener und hungriger Wandersmann wird von einem Satyr beherbergt und verköstigt. Der Satyr wundert sich, als der Fremde auf seine kalten Finger pustet, um diese zu wärmen. Als der Wanderer eine heiße Suppe serviert bekommt und auch in diese pustet, fragt der Satyr abermals, nach dem Zweck dieses Vorgangs. Als der Mann erklärt, dass er die Suppe somit kühlen kann, wird das dem Satyr zu unheimlich, und er schickt den Gast fort aus seinem Haus. Die Moral läuft darauf hinaus, dass Heuchelei von einem klugen Mann durchschaut wird.
La Fontaine liefert in seiner Version dieser Fabel keine Moral, aber die letzten Zeilen verspotten möglicherweise diejenigen, die unsicher und zweideutig sind. Der Mann in La Fontaines Fabel gibt jedoch keinen Hinweis darauf, dass er zweideutig gedacht oder gehandelt hat: Er bläst tatsächlich heiß und kalt. Was also eine kluge und spitze Satire zu Lasten des Wandersmanns zu sein schien, lässt den Satyr selbst Gegenstand der Kritik werden: Vielleicht benimmt er selbst sich widersprüchlich, als er den Besucher kalt wegschickt, nachdem er ihn herzlich eingeladen hatte. Die letzten Zeilen dieser Fabel können weder nur im übertragenen noch im wörtlichen Sinne gelesen und dabei die andere Bedeutung unterdrückt werden; die ungelöste Spannung zwischen den beiden Bedeutungen ist charakteristisch für die Effekte, die La Fontaines Fabeln hervorrufen.

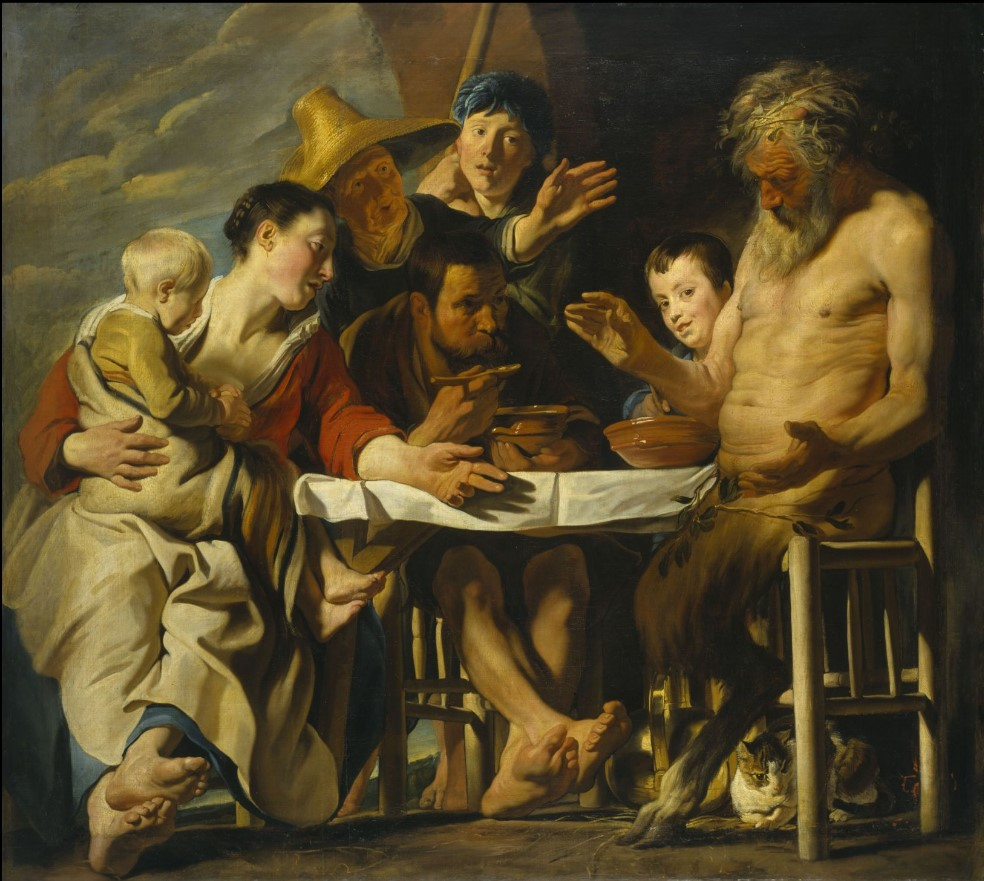
Jacob Jordaens, Satyr bei den Bauern

Le Satyre et le Passant war im 16. Jahrhundert auch Bildmotiv für Kupferstich oder Malkunst, so bei Jacob Jordaens und Jan Steen. Das Bildmotiv „Der Satyr und der Bauer“ geht auf eine Fabel mit gleichem Inhalt zurück, wie zum Beispiel bei Avianus oder Erasmus, wo der Satyr seinen Gast der Zweizüngigkeit bezichtigt, nachdem er aus „demselben Mund“ Warmes und Kaltes geblasen hatte.

## Text
Saß ’ne muntre Satyrngruppe in der wilden Höhle Grund, 

führten traulich ihre Suppe und den Zubiß in den Mund. 

Satyr, Weib und Kinder strecken sich behaglich auf dem Moos; 

hatten Teppich’ nicht, noch Decken, doch ’nen Hunger riesengroß. 

Schauernd vor dem kalten Regen tritt ein Wandrer jetzt herein, 

und ob etwas ungelegen, lädt man ihn zur Brühe ein. 

Ohne weitres abzuwarten, nimmt er’s an nach Gastrechtsbrauch, 

wärmt sich erst die halb erstarrten Finger durch des Mundes Hauch.

Als dann Speisen aufgetragen, bläst er drauf mit spitzem Mund; 

die erstaunten Satyrn fragen: „Freund, wozu das ? Tut’s uns kund.“

„Dieses kühlet mir die Speise, Jenes wärmt die Finger mir.“

Drauf der Satyr: „Auf die Reise macht Euch wieder ! Fort von hier!“